# Dovolená
Dovolená je zkrácený název pro dovolenou absenci (nepřítomnost) zaměstnance na pracovišti. Nárok na její poskytování v moderní době ve většině zemí zpravidla upravuje zákoník práce či obdobná legislativa. Nejběžnějšími typy dovolené jsou:
- dovolená na zotavenou, zpravidla označovaná jako dovolená bez přívlastků, popřípadě podle typu nároku (dovolená za kalendářní rok nebo jeho poměrnou část, za odpracované dny, dodatková dovolená, dříve též další dovolená)
- mateřská dovolená (rodičovská dovolená)
- otcovská dovolená

Označení nemocenská dovolená pro pracovní volno poskytnuté na základě neschopenky (lékařského potvrzení o dočasné pracovní neschopnosti), zpravidla za náhradu na základě nemocenského pojištění je někdy používáno jako interpretace zpodstatnělého adjektiva „nemocenská“, „být na nemocenské“. Častěji však bývá „nemocenská“ chápána jako „nemocenská dávka“.

## Terminologie
Český zákoník práce používá pojem dovolené pouze pro dovolenou na zotavenou, mateřskou dovolenou a rodičovskou dovolenou. Dovolenou na zotavenou však zákoník práce 262/2006 Sb., na rozdíl od předchozího, již označuje pouze slovem „dovolená“. Zatímco nárok na tuto dovolenou upravuje část devátá zákoníku práce, která je tímto slovem i nadepsána, mateřská a rodičovská dovolená jsou upraveny již v části osmé nadepsané „překážky v práci“, v paragrafech 195–198.
Zákon č. 81/1959 Sb., o placené dovolené na zotavenou, a jeho prováděcí vyhláška uváděly v nadpisech zpravidla plný název, ovšem v dalším kontextu či podnadpisech už používaly většinou jen označení bez přívlastku. Zákoník práce 65/1965 Sb. oddíl třetí nadepisoval „dovolená na zotavenou“, ovšem ve formulacích jednotlivých ustanovení už přívlastek neopakoval. V jiných částech uváděl přívlastek tam, kde byl vhodný kvůli jednoznačnosti, například v ustanovení o splatnosti mzdy. Například novelizační zákon 111/1984 Sb. též zmiňoval ve svém názvu prodloužení dovolené na zotavenou, ale ve vlastních novelizovaných formulacích používal pouze výraz dovolená bez přívlastků.

## Dovolená v jazykových slovnících
Slovník spisovného jazyka českého zmiňuje u prvního významu slova řadu příkladů: zákonitá, řádná, mimořádná, placená, neplacená, započitatelná, zdravotní, mateřská dovolená, dovolená z rodinných důvodů, následně pak jako údajný právnický význam uvádí pouze dovolenou na zotavenou. Jako dovolenou tento slovník zmiňuje také neplacenou dovolenou, které se však obvykle říká neplacené volno. Jako druhý význam tento slovník uvádí rekreační pobyt po dobu dočasného uvolnění z práce.
Terezie Nývltová Vojáčková na webu Peníze.cz v článku pro mladé matky v kontextu s mateřskou a rodičovskou dovolenou píše o dovolené na zotavenou jako o „řádné“ či „normální“ dovolené, popřípadě jako o dovolené bez přívlastků. I v dalších populárních článcích je mnohdy dovolená na zotavenou zmiňovaná často bez přívlastků, případně přívlastek není v rámci jednoho kontextu opakován pokaždé. Tak tomu je například i v článku Karoliny Švidrnochové z roku 2005 na IDNES.cz.